# ファッツ・ウォーラー
ファッツ・ウォーラー（Fats Waller, 1904年5月21日 - 1943年12月15日）は、アメリカ合衆国のジャズピアニスト・オルガン奏者・歌手・作曲家・作詞家。本名はトマス・ライト・ウォーラー（Thomas Wright Waller）であるが、大食漢であり太っていたため、Fats（太っちょ）の愛称で親しまれた。

## 来歴
ニューヨーク生まれ。6歳でピアノを始める。1922年にオーケー・レコードから発表した、「Birmingham Blues」と「Muscle Shoals Blues」の2曲入りシングルでデビュー。その後、ビクタートーキングマシン（後のRCAビクター）での録音を開始。
1929年1月、ウォーラーが音楽を担当し、ルイ・アームストロングが出演したミュージカル『Hot Chocolates』が初演される。同年、シングル「Ain't Misbehavin'」がヒット。その後も「Honeysuckle Rose」（1934年）等をヒットさせた。1936年には、ウォーラーが俳優として出演した映画『バーレスクの王様』公開。
1943年、ウォーラーがキャブ・キャロウェイ等と共に出演した映画『ストーミー・ウェザー』公開。同年12月、コンサート・ツアーの途中で肺炎に罹り、列車がミズーリ州カンザスシティに到着した頃に車内で急死した。

## 没後
- 1955年、ルイ・アームストロングがファッツ・ウォーラーのトリビュート・アルバム『Satch Plays Fats』発表。
- 1993年、グラミー賞のLifetime Achievement賞を受賞[2]。
- ファッツ・ウォーラーの楽曲は、多くの映画で使用された。『僕らのミライへ逆回転』（2008年公開）では、ウォーラーの歌唱による「I Ain't Got Nobody」「Swing Low, Sweet Chariot」「Your Feets' Too Big」や、ジャック・ブラックによる「Ain't Misbehavin'」のカヴァー等が使用された[3]。